# 北海道美容専門学校

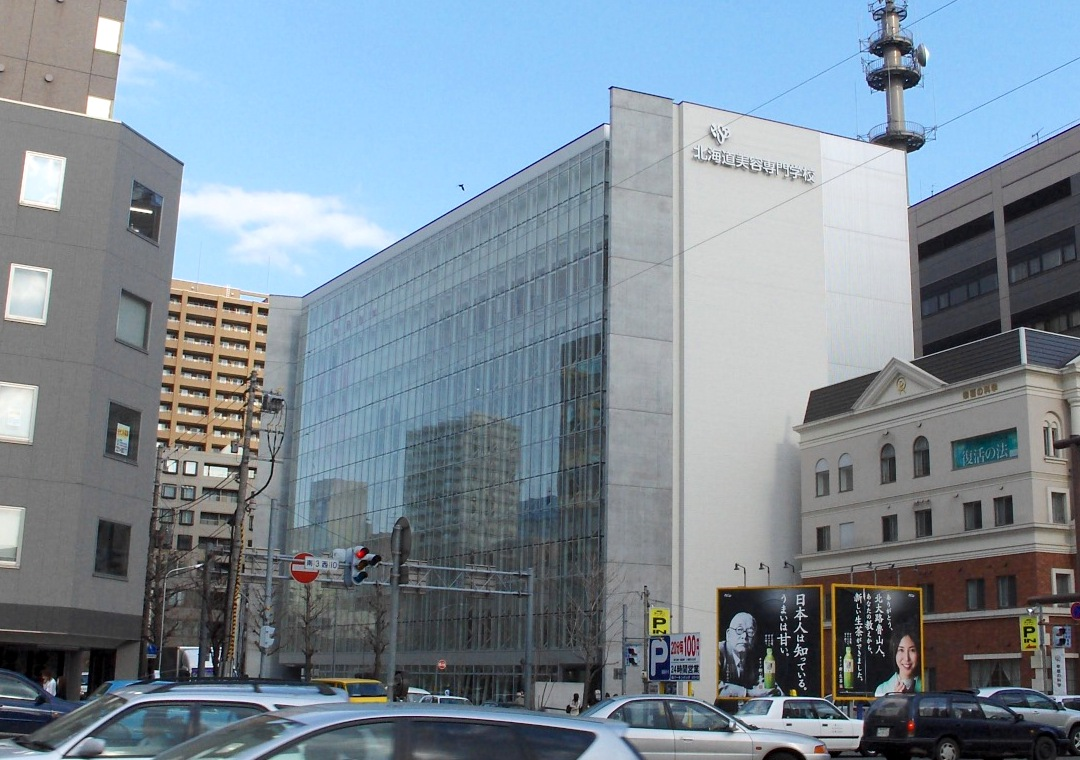
北海道美容専門学校

北海道美容専門学校（ほっかいどうびようせんもんがっこう）とは、北海道札幌市中央区南3条西10丁目にある専修学校。英称は Hokkaido Beauty School、略称はHBS。

## 概要
1950年創立。学校法人布川学園が運営。札幌市内で唯一、TONI&GUY、全日本ブライダル協会、日本メイクアップ連盟とも教育提携。厚生労働大臣指定、日本エステティック協会・日本メイクアップ連盟・日本ネイリスト協会認定校。所在地は札幌市中央区南3条西10丁目。美容科・ヘアメイク科はロンドン、ビューティーエステ科はタイ（プーケット）への海外研修プログラムが設けられている。

## 沿革
- 1950年 - 現校名で開校
- 2006年 - 新校舎「スタイリッシュBOX」竣工。

## 設置学科
- 美容科
- ヘアメイク科
- ビューティーエステ科
- 通信課程美容科